# Middeleeuwse magie
Middeleeuwse magie betreft het geheel van magische praktijken en denkbeelden uit de Europees middeleeuwse cultuur.

## Begripsvorming
Gedurende de christelijke middeleeuwen blijft magie ambigu, balancerend tussen natuurwetenschap/-filosofie en duivelse praktijken. Het vroege christendom kent ten aanzien van magie echter een drietal paradoxen:
1. Enerzijds worden tovenaars afgeschilderd als handlangers van de duivel of klunzen. Anderzijds worden Jezus en zijn volgelingen allerlei wonderen toegedicht.
2. Hoewel magie veroordeeld werd, ontwikkelde zich in een vroeg stadium een eigen christelijke magie, o.a. aan de hand van gebedsformules.
3. De veroordeling van magie en het afschilderen van magie als nonsens belette christelijke denkers niet een verklarende theorie voor de (vermeende) werkzaamheid ervan te formuleren.[2]

Zoals hierboven beschreven, kan magie op allerlei manieren gedefinieerd en geclassificeerd worden. Hoe dachten middeleeuwers er echter zelf over? In de middeleeuwen gebruikt de gewone mens lang niet altijd strikt gedefinieerde begrippen zoals magie. In plaats daarvan werd bijvoorbeeld gesproken over 'spreuken', 'zegeningen', 'necromantie' of 'occulte krachten' (virtutes occultae) zonder een duidelijke, algemene term 'magie' voor alle te gebruiken. Globaal onderscheidde de intellectuele elite wel twee soorten magie, namelijk demonische (zwarte) en natuurlijke (witte) magie. Dat onderscheid was echter lang niet altijd duidelijk. De gemiddelde theoloog schoor magie en waarzeggerij (divinatio) ook over één kam tot en met de twaalfde eeuw. Griekse en Romeinse waarzeggers zoals Artemidoros van Daldis (tweede eeuw) hadden geprobeerd om bijvoorbeeld de toekomst te voorspellen met de hulp van de klassieke goden. Deze goden waren voor de vroege christenen zoals Augustinus (De civitate Dei) echter geen echte goden, maar demonen. Daarmee was de waarzeggerij dus ook demonisch. Dergelijke vermenging en negatieve karakterisering komt bijvoorbeeld ook voor in de Etymologiae van Isidorus van Sevilla (ca. 560-636), boek VIII, hoofdstuk IX. Isidorus behandelt ook astrologie onder het begrip magie. Deze vermenging en veroordeling door autoriteiten als Augustinus en Isidorus had gevolgen voor de middeleeuwse opvatting over magie en waarzeggerij, terwijl bij conciliën uit de vierde, vijfde en zesde eeuw nog wel duidelijk onderscheid tussen beide gemaakt werd. Vaak overheersten de demonische connotaties, al dan niet onder invloed van Bijbelse verboden ten aanzien van magie. Voor veel mensen, zoals inquisiteurs, theologen en priesters, was natuurlijke magie (hoewel misschien onbedoeld) demonisch, omdat de magiër zijn werk alleen kon doen door bemiddeling van demonen, of omdat rijmelarij in toverspreuken van demonische oorsprong kon zijn, enzovoort.

## Sympathie en occulte krachten

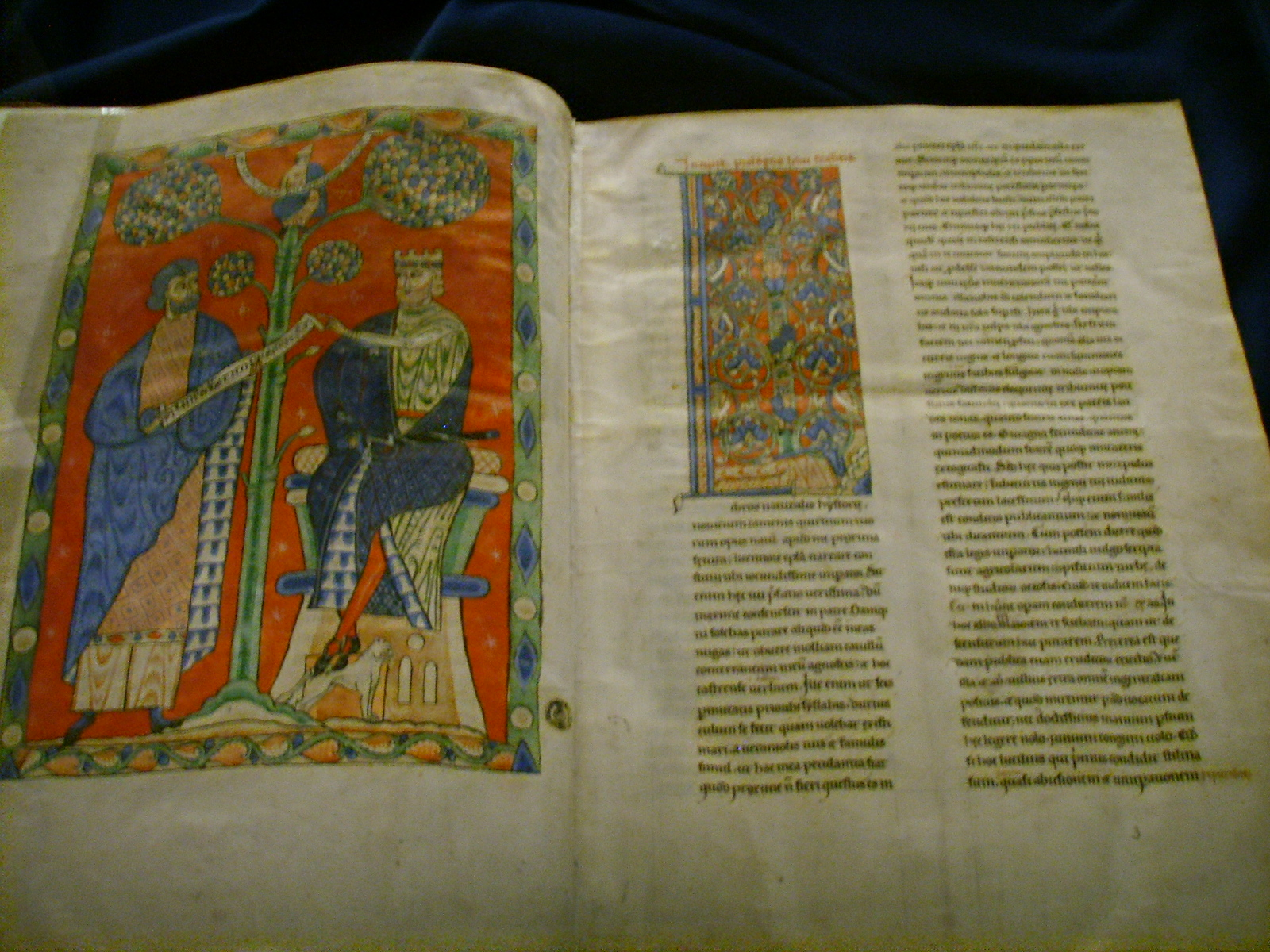
Plinius, Naturalis historia. Denemarken, dertiende-eeuws handschrift.

Occulte krachten konden een paar dingen betekenen. Als technische term duidde het datgene aan wat de zintuigen niet kunnen waarnemen. Zo was het niet duidelijk hoe een bepaalde plant precies werkte als geneesmiddel. Ook kon een occulte kracht het onzichtbare en symbolische verband aanduiden tussen gelijkvormige zaken, zoals de menselijke longen en een plant met longvormige bladeren, waarvan dan verondersteld werd dat die plant volgens de signatuurleer goed was bij longziekten. Tot slot konden animistische aspecten aangeduid worden met occulte kracht: dingen in de natuur als bezield.
Verwant aan en van belang voor het magisch denken zijn voorts beschrijvingen in middeleeuwse encyclopedieën, waar in navolging van klassieke voorbeelden zoals Plinius' Naturalis historia en de Physiologus (tweede eeuw) dieren, planten en stenen beschreven werden met eigenaardige, magische eigenschappen. Voorbeelden van grote middeleeuwse encyclopedieën zijn de Speculum Maius van Vincent van Beauvais, de Etymologiae van Isidorus en Der naturen bloeme van Jacob van Maerlant. In laatstgenoemd werk leest men bijvoorbeeld hoe amethist door zijn kleur geassocieerd wordt met wijn:
'Some amatisten sijn
ghevarwet na roden wijn
metten watre verkeert.
[...]
mar die ne sijn no bore diere,
no oec van sconre maniere,
enter werden heveti min.
Die cracht die hi hevet in
dats dat hi dronkenscap verdrijft,
alsmen ons lert ende scrijft.'
(vss. 15064-15079)
Dergelijke gevallen zijn te herleiden tot het idee van universele sympathie, de voorstelling van het universum als eenheid waarin alle dingen met elkaar verbonden zijn op basis van allerlei waarneembare overeenkomsten of occulte krachten. De notie van sympathie was niet enkel gangbaar bij de klassieke neoplatonici en hermetici (zie ook Klassieke semiotiek), maar is door de negentiende-eeuwse onderzoeker sir James Frazer ook aangeduid als de basis voor het magische denken in The Golden Bough. Hoewel versimpelend en veralgemeniserend, klopt deze voorstelling in veel gevallen. Zo schreef de veertiende-eeuwse Italiaanse alchemist Bernard van Treviso: 'Als datgene wat boven is, gemaakt is door dat wat beneden is, en als dat wat beneden is gelijk is aan dat wat boven is, dan zullen wonderbaarlijke verschijnselen daaruit voortkomen'. Bij liefdesmagie was bijvoorbeeld koper bijzonder geschikt, omdat dit metaal van oudsher verbonden was met Venus, godin van de liefde. Het echte sympathetische denken zou echter pas erg gangbaar worden in de vroegmoderne tijd.

## Syncretisme en vroege middeleeuwen

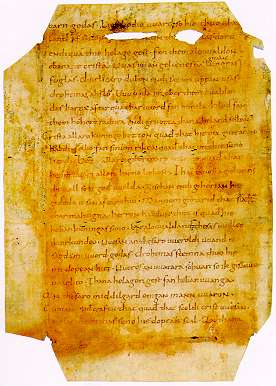
Dit is een excerpt (van Fragment P) van de Heliand, bewaard in het Duits historisch museum.

In de vroege middeleeuwen is magie veroordeeld op basis van kerkvaders zoals Augustinus, die het in het verlengde behandelde van zijn aanval op het heidendom. Men was hierbij vooral bezorgd over syncretische heterodoxie. Syncretisme en de christelijke adaptatie van bijvoorbeeld Germaanse, magische overlevering vond desalniettemin plaats, en overname van heidense elementen was zelfs gebruikelijk onder missionarissen in hun pogingen om heidenen voor het christendom te winnen. Veel heidense tradities leefden voort, waaronder dus magische, in onder meer het Germaanse cultuurgebied. Onder Germaanse stammen werd magie al eeuwenlang gepraktiseerd, en dat veranderde niet in enkele jaren. Meer algemeen is erkend dat Germaanse runen ook ingezet konden worden voor magische doeleinden, zoals tevens gebeurde bij andere alfabetten.
Toverspreuken zijn dan ook overgeleverd in onder andere het Oudengels en het Oudhoogduits, bijvoorbeeld de tweede Merseburger toverspreuk. Frappanter is de Oudsaksische Heliand, een evangelie-epos uit de negende eeuw, waarin diverse sporen van magie en waarzeggerij te vinden zijn. Een goede reden voor het feit dat dergelijk materiaal bewaard is gebleven, is naast 'gedoogbeleid' ook het gegeven dat het vaak afdoende was om heidense (goden)namen weg te laten en christelijke in te voegen. Een ander voorbeeld is het toevoegen van 'Driemaal onzevader' aan het eind van de spreuk. Een voorbeeld uit de Anglo-Saxon Charms is hieronder gegeven.
[Om te voorkomen dat bijen te ver uitzwermen]
'Take earth, cast it with thy right hand under thy right foot, and say:
"I put it under foot; I have found it.
Lo, the earth can prevail against all creatures,
And against injury, and against forgetfulness,
And against the mighty tongue of man [een tovenaar]."
Cast gravel over them when they swarm, and say:
"Alright, victorious women [de bijen], descend to earth!
Never fly wild to the wood.
Be as mindful of my profit
As every man is of food and fatherland."
In diverse bekende teksten binnen de germanistiek zijn magische elementen zoals voorwerpen terug te vinden, zoals de laatmiddeleeuwse Edda, Völsungsaga en Gesta Danorum ('Daden van de Denen') van Saxo Grammaticus (ca. 1140-ca. 1220), het vroegste werk over het Deense volk.

## Late middeleeuwen

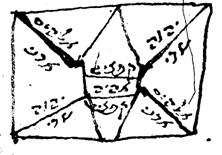
Kaphtziel. Stuk van een amulet uit een vijftiende-eeuws, joods werk.

Vanaf de twaalfde eeuw wordt de geschiedenis van de magie gecompliceerder door de invloed van andere kennisvelden en disciplines, en door de beschikbaarheid van nieuwe bronnen. Zo zijn voor de Europese magie de islamitische en joodse mystiek en magie van belang, zoals de kabbala. Ook vindt vanaf de elfde eeuw een wederopleving van astrologie plaats, die van belang was voor de astrale magie: met behulp van figuren of rituele handelingen krachten van de sterren en planeten aantrekken. Een en ander hangt samen met een nieuwe golf van kennis in het westen. Gedurende de twaalfde-eeuwse renaissance worden namelijk veel teksten uit het Arabisch vertaald naar het Latijn, waardoor veel nieuwe kennis over bijvoorbeeld klassieke auteurs zoals Aristoteles, astrologie, alchemie en magie beschikbaar is voor Europa. Een voor magie belangrijke tekst was de geleerde tekst Picatrix, die van Arabische origine was.
Rond de twaalfde eeuw veranderen ook attitudes. Een onderscheid tussen demonische en natuurlijke magie (magia naturalis) werd meer geaccepteerd, waarbij natuurlijke magie verbonden werd met heelkunde en waarzeggerij. Daarbij was de introductie van de notie natuurlijke magie zinvol om zo de studie naar natuurkrachten te onttrekken aan de theologie. Met de ontsluiting van veel klassieke en Arabische (natuurfilosofische) kennis in de periode van de twaalfde-eeuwse renaissance, richtte de natuurmagie zich op het in (toentertijd) wetenschappelijke termen bestuderen van occulte relaties, zoals magnetisme en de werking van de maan op de getijden. Ook astrologie leefde in deze periode op, en diende hetzelfde doel. Daarmee konden theologisch-demonische verklaringen omzeild worden. De occulte krachten werden niet door iedereen beschouwd als demonisch, en het manipuleren ervan werd evenmin steeds aangeduid als magie. Thomas van Aquino en Roger Bacon erkenden bijvoorbeeld het bestaan van occulte krachten, maar vonden dat de term magie voorbehouden moest worden voor demonische en misleidende, frauduleuze praktijken. Daarbij werden occulte krachten door geleerden eerder toegeschreven aan de effecten van sterren en planeten.
Het beeld van magie in de latere, westerse, middeleeuwse cultuur is gevarieerd. In deze periode is het christendom nagenoeg overal dominant in Europa, maar zijn heidense, Grieks-Romeinse, Keltische en Germaanse magische elementen voort blijven leven. Ook beperkt het praktiseren en bestuderen van magie zich niet tot alleen geleerden of leken, of tot een bepaalde beroepsgroep. Integendeel, magie kan overal aangetroffen worden, en in veel gedaanten. Zo waren er medische magie, liefdesmagie, magische gebeden en zegeningen, beschermende amuletten en talismans, tovenarij zijnde misbruik van medische en beschermende magie, astrologie, goochelkunst, het aanroepen van geesten (necromantie), het aanroepen van goddelijke wezens (theürgie) en waarzeggerij, die ook weer allerlei varianten kende. Voor magische recepten konden allerlei middelen gebruikt worden. Vaak waren dit bepaalde kruiden, soms ook mineralen en dierlijke materialen.

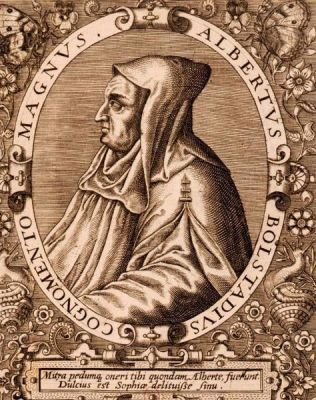
Albertus Magnus.

Een reden voor het aanhoudende succes van magiërs kan te maken hebben met het idee dat zij over het algemeen weinig directe schade toebrachten, en dit kan niet gezegd worden voor geneesheren, chirurgen en barbiers uit die tijd. Veel magische recepten werden dan ook op schrift gesteld in compilaties van informatieve, praktische gebruiksteksten (zie Artesliteratuur). Een voorbeeld is het volgende eenvoudige, magische recept in het Middelnederlands uit het vijftiende-eeuwse Hattemse handschrift C 5:
'Hoe een mensche sal verstaen dat die voghelen singhen ende die hanen crayen ende die honden bassen. Nemet een cruyt dat men heet golloizaine [galazenus] ende doet dat in uwen mont. Ghij sult verstaen dat die voghelen singhen. Het es gheproeft bij Basine ende Garine [personages uit de Karelepiek].'
Diverse geleerden lieten zich in met magie en waarzeggerij, en sommigen werden onterecht in verband gebracht met magie. Een voorbeeld is Albertus Magnus (ca. 1200-1280), die bekend kwam te staan als een universeel geleerde (vandaar magnus, 'de grote'). Hij schreef inderdaad ook wat 'marginalere' werken en is waarschijnlijk de auteur van de Spiegel van de astronomie (Speculum astronomiae), waaruit blijkt dat magie absoluut geoorloofd is. Het gebeurde ook het dat teksten onterecht toegeschreven werden aan geleerden, om zo autoriteit te verkrijgen, wat onder andere gebeurde bij Raimundus Lullus, wiens naam vooral verbonden werd met kabbala (en alchemie). Het waren hierop aansluitend ook geestelijken (die enige opleiding genoten hadden en konden lezen en schrijven) die zich bijvoorbeeld verdiepten in necromantie. In de oudheid was dit feitelijk het dodenorakel geweest, maar in de middeleeuwen was het expliciet demonisch. Priesters en monniken konden er bijvoorbeeld in verzeild raken door exorcistische studie.

## Discussie en vervolging

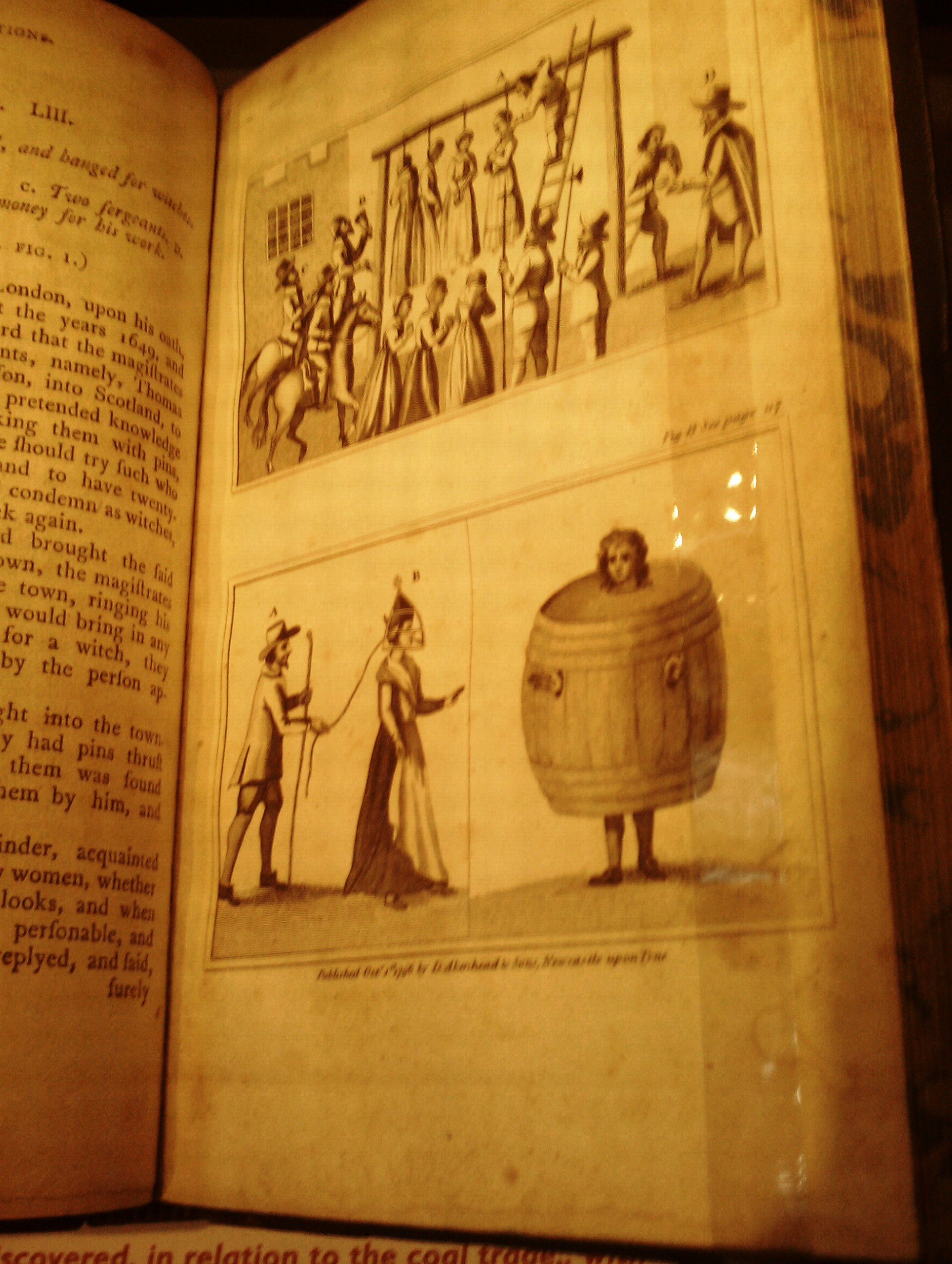
Hammer of Witches. Engelse vertaling van de Malleus maleficarum. Bewaard in de John Rylands Library in Manchester.

Zoals eerder aangegeven, wil het bestaan van magie en het algemeen verbreide geloof erin niet zeggen dat er geen bedenkingen over waren. Op morele en theologische gronden was er onder geestelijken en intellectuelen echter wel discussie over: hoe kon het bestaan, welke vormen waren er, moest men zich ermee inlaten? Zo uitte de abt Johannes Trithemius (1462-1516) zich zowel positief als negatief uit over magie, terwijl de beruchte Heksenhamer (1486) ondanks de heksenangst toch een bepaalde natuurmagie goedkeurt. De Kerk zag magische praktijken lange tijd echter als betrekkelijk onschuldige folklore. Zo was het officiële standpunt ten aanzien van op bezems rondvliegende heksen dat het slechts een zinsbegoocheling was van de hand van de duivel.
In 1320 schreef de inquisiteur Bernard Gui een standaardafzwering voor iedereen die schuldig bevonden was aan het actief deelnemen aan magische handelingen (of dat had bekend). In die tijden werd een ketter door kerk en staat gelijkgesteld aan een beoefenaar van magie. Paus Eugenius IV vaardigde een bul uit waarin hij schreef dat mensen die verschillende vormen van magie beoefenden moesten worden gearresteerd en volgens het canonieke recht berecht moesten worden. Indien nodig moest de hulp van de seculiere overheid ingeroepen worden.
Pas in de vijftiende eeuw ontstaat grotere paniek voor angst en een zeer sterke veroordeling alsmede vervolging ervan. Heksenjachten komen op gang. Het is de tijd waarin boeken over heksenleer verschijnen, zoals de Formicarius (1435-1437) en de eerdergenoemde Heksenhamer door Hendrik Istitoris en Jacob Sprenger. Het is een handboek voor inquisiteurs om greep te krijgen op de vorm en inhoud van magie, hoe men heksen kan herkennen, hoe ze verhoord en gestraft moeten worden. Het boek kende een snelle en massale verspreiding dankzij de boekdrukkunst. Het document maakt Satan tot hoofd van de antikerk en construeert de demonologische heks. Zodoende wordt het volksgeloof in magie feitelijk beaamd en verklaard. Heksen staan in dienst van de duivel, die wrok koestert jegens de mens. God laat de duivel echter leven, maar beperkt zijn invloed, en hetzelfde geldt indirect ook voor magie. Enerzijds worden duivel en magie aangelijnd en zodoende belachelijk gemaakt door God (deel I, vraag I, 3), anderzijds blijkt hier ook uit dat hekserij het nooit ofte nimmer kan winnen van vroomheid, en uiteindelijk is alleen God het die 'wonden' heelt, niet de duivel (deel I, vraag I, 2). Ook overschat de mens zijn mogelijkheden langs magische weg. Zo schrijven de auteurs (deel I, vraag I, 3) dat planeten en sterren geen macht uitoefen over duivels om handelingen uit te voeren tegen hun wil, ook al líjkt dat zo voor magiërs. Duivels kunnen echter gehoor geven aan de wil van de magiër, omdat zij weten dat de kracht van het hemellichaam hen zal helpen bij de handeling. Ook helpen ze om de mens te misleiden en hen te doen geloven in de sturende macht van de hemellichamen, zoals de heidenen dat ooit ook geloofden. Hier komen natuurmagie en uitgesproken zwarte magie dus samen in een uitvoerige, inhoudelijke discussie over magie.
Het is wel beweerd dat het verschijnen van deze werken samenhangt met grote voedselcrises. Men geloofde dat heksen oogsten konden laten mislukken, terwijl de Kerk tegelijkertijd speculeerde met graan ter zelfverrijking. De clerici speelden zodoende mogelijk op volksgeloof in, verrijkten zichzelf en vonden voor alle ellende een zondebok. Hoe het ook zij, de controverse rondom magie zette zich voort in de vroegmoderne tijd, waar het zich sterker verbond met bijvoorbeeld astrologie, alchemie, geneeskunde, filosofie en de wederopleving van het neoplatonisme en hermetisme.

## Magie in de literatuur
Los van de feitelijke magische praktijken in de middeleeuwse samenleving, komen magische aspecten voor in de literatuur (in meer gangbare zin). Het is daarbij echter steeds de vraag of het om pure fictie gaat waar middeleeuwers niet in geloofden, of dat er wel een bepaalde werkelijkheid of bepaald geloof bij kwam kijken. In veel gevallen mag toch worden aangenomen dat het vooral om fictie of zelfs een soort topoi gaat.
Eerder zijn reeds de Edda en Völsungsaga genoemd. Andere voorbeelden zijn de Arthurromans van de bekende Chrétien de Troyes (twaalfde eeuw). Toverdranken en –spreuken vindt men in zijn Cligés (vss. 3011-3062), en een magische fontein in zijn Yvain (vss. 269-580). Bovennatuurlijke wezens en handelingen komen ook voor in de lais van Marie de France (12e eeuw), zoals feeën in de Yonec.

## Byzantijnse magie
Voor Byzantijnen zelf bestond geen sluitende definitie van magie, en het onderwerp bleef ambigu. Het geloof in wonderen ging bijvoorbeeld gepaard met de vrees voor tovenarij. De vraag of magie voor Byzantijnen een belangrijk onderdeel van de cultuur was, kan positief beantwoord worden, blijkens de vele tekstuele bronnen. Een voorbeeld is Prokopios (500-562), die in zijn Geheime geschiedenis (Anekdota) meldt dat de vrouw van generaal Belisarios, Antonina, haar echtgenoot telkens weer om haar vinger wond door middel van magie. Magie bleef zonder meer voortbestaan tot en met de laatste fase van het rijk. Daarbij leefden elementen uit de klassieke oudheid voort, zoals het geloof in het boze oog, maar waren er ook veranderingen. Zo verdween het klassieke gebruik van amuletten langzamerhand, en werden die vervangen door kruisjes, stukjes van relikwieën of sieraden met christelijke afbeeldingen erop. De kerk slaagde er niet in magie helemaal te laten verdwijnen, en magische praktijken werden uiteindelijk meer en meer occult. Kerkelijke autoriteiten vreesden vervolgens dat christelijke afbeeldingen weleens misbruikt konden worden in de privésfeer, en dat was ook wat soms gebeurde. Tegelijkertijd werd de strijd tegen en veroordeling van magie door de kerk in latere eeuwen minder fel, en bestraffing werd ook milder. Ten dele kan dit verklaard worden doordat magie onderdeel was geworden van een groter, christelijk denksysteem. Daarin kon men uit de samenwerking met demonen weliswaar voordeel halen, maar dat voordeel was slechts van korte duur, en bovendien bestond er uiteindelijk toch goddelijke gerechtigheid.